# Fleurier
Fleurier est une localité de la commune de Val-de-Travers et une ancienne commune suisse du canton de Neuchâtel, située dans la région Val-de-Travers.

## Population
Avec 3 518 habitants, Fleurier est le plus gros village du Val-de-Travers. Mais avec la fusion (en 2009) de plusieurs villages dont Fleurier, le nombre d'habitants n'est plus comptabilisé. Le Val-de-Travers compte 10 851 habitants. Le village a connu une population record de 4 300 habitants à la fin des années 1960 et a, depuis, perdu des habitants, comme de nombreuses communes de l'arc jurassien[réf. nécessaire].
Les habitants de Fleurier sont appelés communément les Fleurisans et les Fleurisanes.

## Armoiries
Les anciennes armoiries communales sont « parlantes » ; elles présentent les trois montagnes (La Montagnette, le Chapeau de Napoléon et la Caroline) dominant le village ainsi que les trois ponts enjambant les trois rivières (L'Areuse, le Buttes et le Fleurier) le traversant.
« D'azur à trois rochers d'argent, surmontant trois ponts de même. » Héraldiquement, la juxtaposition du vert des montagnes et du bleu du ciel, est une erreur. La description officielle parle de « rochers d'argent », soit blancs.

## Histoire

Vue aérienne de 500 m par Walter Mittelholzer (1931).

La première mention du lieu remonte à 1284. Jusqu'au XIVe siècle, Fleurier appartient au prieuré Saint-Pierre de Môtiers, puis à la châtellainie du Val-de-Travers jusqu'en 1848.
Jusqu'au XVIIIe siècle, l'économie de Fleurier est principalement centrée sur l'agriculture, jusqu'à l'installation de la fabrique de montres Fuss en 1730. La commune connaît alors une industrialisation rapide, qui se diversifie (horlogerie et textiles essentiellement, mais aussi de nombreuses fabriques d'absinthe, une manufacture de tabac, une fabrique de vélos, etc.). Grâce à cette diversification, Fleurier échappa aux grandes crises touchant une branche spécifique et donc en grande partie à l'exode rural que connurent les communes voisines[réf. nécessaire].
En 2009, lors de la fusion de neuf des onze communes du Val-de-Travers, Fleurier deviendra l'un des villages formant la nouvelle commune de Val-de-Travers, aux côtés de Boveresse, Buttes, Les Bayards, Couvet, Môtiers, Noiraigue, Saint-Sulpice et Travers.

## Lieux et monuments
- Église catholique (1972)
- Temple (1826) (1861) et clocher (1900). Particularité : une partie du temple a été construite sur le lit de la rivière.
- Gare (1900)
- Maison natale de Charles-Edouard Guillaume
- Maisons ouvrières XIXe siècle
- Maisons XVIIe et XVIIIe siècles (rues du Temple, du Paquier et ruelle Rousseau)
- Source Le Fleurier situé à La Raisse au sud du village
- La Caroline et son sentier de promenade à la découverte des arbres au nord du village

Fleurier est traversée par la Route de l'absinthe, itinéraire culturel et touristique reliant Pontarlier à Noiraigue dans le Val-de-Travers.

## Personnalités
- Daniel Bovet, prix Nobel de physiologie ou médecine en 1957.
- Édouard Bovet (1797-1849), négociant en horlogerie à Canton.
- George Bovet, premier chancelier de la Confédération suisse-romand.
- Charles Édouard Guillaume, né à Fleurier en 1861, prix Nobel de physique en 1920.
- Patrick Juvet, Chanteur né en 1950 à Montreux, dont la commune d'origine est Fleurier.
- Jacques Hainard (1943-), ancien conservateur du musée d'ethnographie de Neuchâtel et du musée d'ethnographie de Genève.
- Léo Lesquereux (1806-1889), botaniste, découvreur de la houille.[réf. nécessaire]
- Robert Miles (1969-2017), DJ et producteur.
- Yvan Perrin (1966-), conseiller national suisse.
- Léon Savary (1895-1968), écrivain et journaliste suisse, né à Fleurier en 1895.
- Marc Reift (1955-), fondateur des Éditions Marc Reift (musique).
- Georges Vaucher (1900-1982), spéléologue suisse.

## Événements
- Le Carnaval

En 1977, la création d'un carnaval au Val-de-Travers se discute sous l'impulsion d'un comité restreint. L'année suivante en 1978, le Carnaval de Fleurier fête sa 1re édition, il est également le premier et le seul carnaval du canton de Neuchâtel. Dès la 2e année, le carnaval change de nom et devient le Carnaval du Val-de-Travers, nom qui demeure encore actuellement. En 2006, un journal satirique appelé le Carnavallon voit le jour. Il est indépendant du comité d'organisation.
- L'abbaye

Chaque année s'y déroule le dernier week-end du mois juin l'abbaye.
- Le comptoir

Depuis les années 1960, il s'y déroule de manière biennale une foire commerciale, le Comptoir de Fleurier, devenu le Comptoir du Val-de-Travers. Cette dernière a lieu fin août début septembre. Depuis 2018, le comptoir se déroule au centre sportif de Couvet.